# Nenad Krstić
Nenad Krstić (Kraljevo, 25. srpnja 1983.), srbijanski košarkaš koji igra na poziciji centra, trenutno član ruskog kluba CSKA Moskva i srbijanske reprezentacije s kojom je kao kapetan osvojio srebro na EP 2009. Za reprezentaciju Srbije i Crne Gore igrao je na OI 2004. i EP 2005.